# Mézières-sur-Seine
 Mézières-sur-Seine  es una población y comuna francesa, en la región de Isla de Francia, departamento de Yvelines, en el distrito de Mantes-la-Jolie y cantón de Limay.

## Demografía
| 1105 | 1291 | 1617 | 1771 | 1968 | 2124 | 2726 | 3341 |
| Para los censos de 1962 a 1999 la población legal corresponde a la población sin duplicidades (Fuente: INSEE [Consultar]) |      |      |      |      |      |      |      |

Forma parte de la aglomeración urbana de Épône.